# Pierre Perrin (poète)
Pour les articles homonymes, voir Pierre Perrin et Perrin.

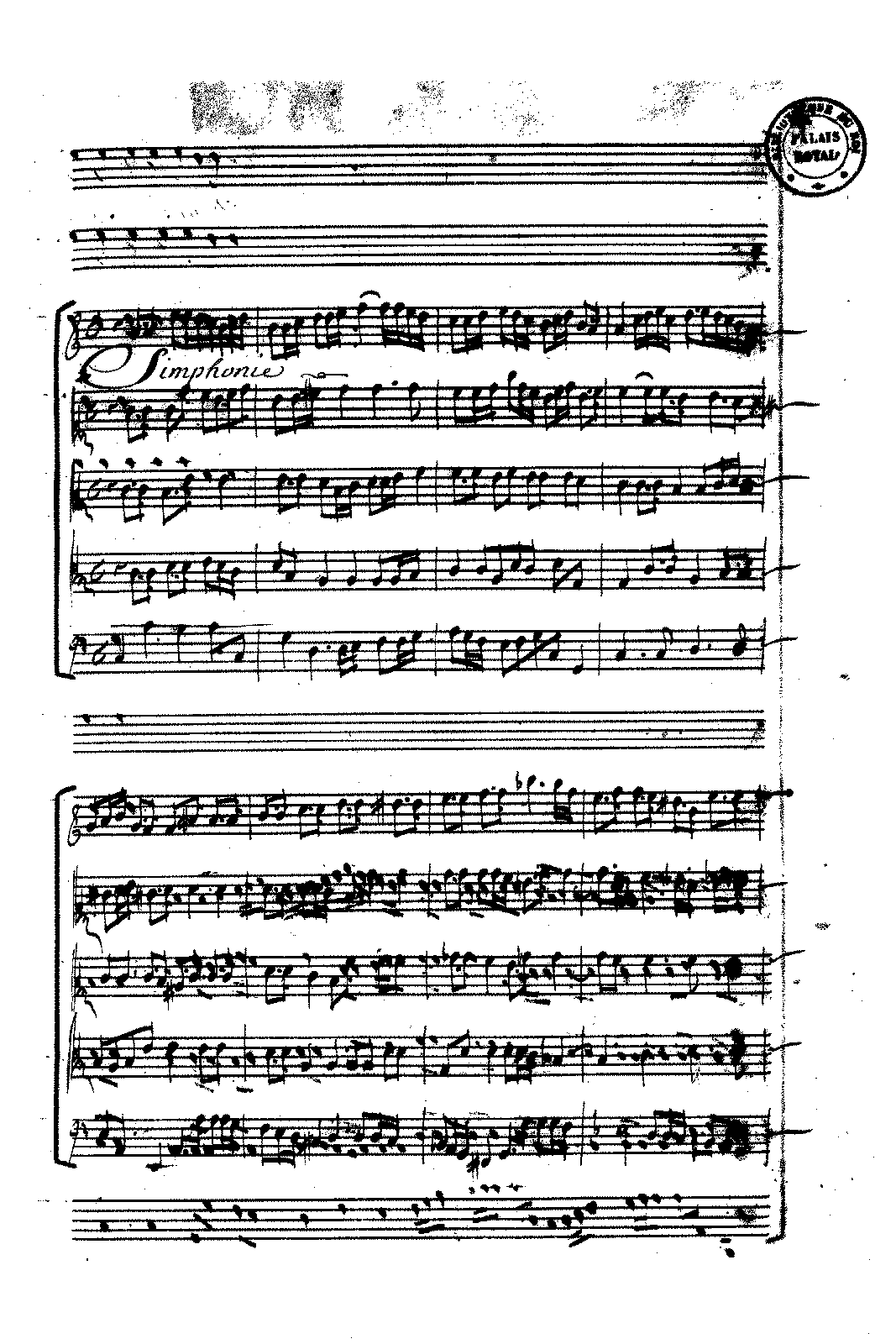
Le manuscrit du motet de Lully (musique) et Perrin (paroles) Plaude Laetare Gallia

Pierre Perrin est un poète et librettiste français né à Lyon vers 1620 et mort à Paris le 26 avril 1675.

## Biographie
Appelé « l'abbé Perrin » (n'ayant reçu que les ordres mineurs, il n'était pas prêtre), Pierre Perrin est connu comme poète et théoricien de l'opéra français, dont il est considéré comme le créateur. Sur la musique de Robert Cambert, il écrit Pomone et La Pastorale d'Issy, donnée en 1659 à l'hôtel de Monsieur de la Haye à Issy et avec Jean-Baptiste Boësset, La Mort d'Adonis en 1662. En 1671, Pomone, écrit avec Robert Cambert et considéré comme le premier opéra français, est représentée pour l'inauguration du premier théâtre lyrique public ouvert à Paris, au jeu de paume dit de la Bouteille, rue Mazarine.
Pour se garder de la concurrence, on a concédé à Perrin une exclusivité de douze ans dans tout le royaume. Établir des opéras autres que le sien est passible d'une amende de 10 000 livres, de la confiscation des machines, du théâtre et des costumes.
Grâce au succès que rencontrent ses pastorales et à ses idées novatrices en matière de « comédie françoise en musique », Louis XIV lui délivre pour douze ans, le 28 juin 1669, le privilège, à l'origine de la création de l'Académie d'Opéra, de la « représentation des opéras en musique et en vers français » à Paris. À la suite de déboires avec deux escrocs (Alexandre de Rieux, marquis de Sourdéac [1620-1695] et le repris de justice Laurent Bersac, qui se disait sieur de Champeron), il est emprisonné pour dettes et finit par céder son privilège à Jean-Baptiste Lully le 16 mars 1672, date à laquelle l'Académie d'Opéra devient, jusqu'à la Révolution, l'Académie royale de musique.

## Lettres patentes du 28 juin 1669
Le 28 juin 1669, le roi accorde à Perrin, par lettre patente, l'exclusivité de donner des opéras à Paris et dans tout le royaume. En voici le texte :

« Louis, par la grâce de Dieu, Roy de France & de Navarre, à tous ceux qui ces présentes Lettres verront. Salut. 
Notre amé & féal Pierre Perrin, Conseiller en nos Conseils, & Introducteur des Ambassadeurs près la Personne de feu notre très-cher & bien amé Oncle le duc d'Orléans, Nous a très-humblement fait remontrer, que depuis quelques années les Italiens ont établi diverses Académies, dans lesquelles il se fait des Représentations en Musique, qu'on nomme Opera : Que ces Académies étant composées des plus excellens Musiciens du Pape, & autres Princes, même de personnes d'honnêtes familles, nobles, & Gentilshommes de naissance, très-sçavans é expérimentés en l'Art de la Musique qui y vont chanter, font à présent les plus beaux Spectacles & les plus agréables divertissemens, non-seulement des Villes de Romes, Venise & autres Cours d'Italie, mais encore ceux des Villes &  Cours d'Allemagne & d'Angleterre, où lesdites Académies ont été pareillement établies à l'imitation des Italiens ; que ceux qui font les frais nécessaires pour lesdites Représentations, se remboursent de leurs avances sur ce qui se reprende du Public à la porte des lieux où elles se font ; & enfin que s'il nous plaisoit de lui accorder la permission d'établir dans notre Royaume de pareilles Académies pour y faire chanter en public de pareils Opera, ou Représentations en Musique & langue Françoise, il espère que non-seulement ces choses contribueroient à notre divertissement & à celui du Public, mais encore que nos sujets s'accoutumant au goût de la Musique se porteroient insensiblement à se perfectionner en cet Art, l'un des plus nobles des Arts libéraux. 
À ces causes, désirant contribuer à l'avancement des Arts dans notre Royaume, & traiter favorablement ledit Exposant, tant en considération des services qu'il a rendu à feu notre très-cher & bien-amé Oncle, que de ceux qu'il nous rend depuis quelques années en la composition des paroles de Musique qui se chantent, tant en notre Chapelle qu'en notre Chambre ; Nous avons, audit Perrin, accordé & octroyé, accordons & octroyons par ces Présentes, signées de notre main, la permission d'établir en notre bonne ville de Paris & autres de notre Royaume, une Académie, composée de tel nombre & qualité de personnes qu'il avisera, pour y représenter & chanter en Public des Opera & Représentations en Musique & en vers François, pareilles & semblables à celles d'Italie : & pour dédommager l'Exposant des grands frais qu'il conviendra faire pour lesdistes Représentations, tant pour les Théâtres, Machines, Décorations, Habits qu'autres choses nécessaires, Nous lui permettons de prendre du Public telles sommes qu'il avisera, & à cette fin d'établir des Gardes & autres gens nécessaires à la porte des lieux où se feront lesdistes Représentations : Faisant très-expresses inhibitions & défenses à toutes personnes, de quelque qualité & conditions qu'elles soient, même aux Officiers de notre Maison, d'y entrer sans payer & de faire chanter de pareils Opera, ou Représentations en Musique & en vers François dans toute l'étendue de notre Royaume, pendant douze années, sans le consentement & permission dudit Exposant, à peine de dix mille livres d'amende, confiscation des Théâtres, Machines & Habits, applicable un tiers à Nous, un tiers à l'Hôpital Général, & l'autre tiers audit Exposant. Et attendu que lesdits Opera & Représentations sont des Ouvrages de Musique tous différens des Comédies recitées, & que nous les érigeons par cesdites Présentes, sur le pied de celles des Académies d'Italie, où les Gentilshommes chantent sans déroger : Voulons & Nous plaît, que tous les Gentilshommes, Damoiselles, & autres personnes puissent chanter audit Opera, sans que pour ce ils dérogent au titre de Noblesse, ni à leurs Priviléges, Charges, Droits & Immunités, révoquant par ces Présentes toutes Permissions & Priviléges que Nous pourrions avoir ci-devant donnés & accordés, tant pour raison dudit Opera que pour réciter des Comédies en Musique, sous quelque nom, qualité, condition & prétexte que ce puisse être. 
Si Donnons en Mandement à nos amés & féaux Conseillers les Gens tenans notre Cour de Parlement à Paris, & autres nos Justiciers & Officiers qu'il appartiendra, que ces Présentes ils ayent à faire lire, publier & enregistrer ; & du contenu en icelles, faire jouir & user ledit Exposant pleinement & paisiblement, cessant & faisant cesser tous troubles & empêchemens au contraire : Car tel est notre plaisir. 
Donné à Saint Germain-en-Laye, le vingt-huitième jour de Juin, l'an de grâce mil six cens soixante-neuf, & de notre Règne le vingt-septième. Signé, LOUIS, & sur le repli, par le Roy, COLBERT. »